# توني ريفولورو
توني ريفولورو (بالإنجليزية: Tony Revolori)‏ مواليد 28 أبريل 1996 في آناهايم، الولايات المتحدة، هو ممثل أمريكي بدأ مسيرته الفنية عام 2004.

## أعماله

### أفلام
- فندق بودابست الكبير [2]

### التلفاز
- انتوراج
- الوحدة
- اسمي إيرل

## وصلات خارجية
- توني ريفولورو على موقع IMDb (الإنجليزية)
- توني ريفولورو على موقع روتن توميتوز (الإنجليزية)
- توني ريفولورو على موقع قاعدة بيانات الأفلام العربية
- توني ريفولورو على موقع ألو سيني (الفرنسية)
- توني ريفولورو على موقع أول موفي (الإنجليزية)
- توني ريفولورو على موقع قاعدة بيانات الأفلام السويدية (السويدية)
- توني ريفولورو على موقع قاعدة بيانات الفيلم (الإنجليزية)
- توني ريفولورو على موقع كينوبويسك (الروسية)